# Домартен сир Врен
Домартен сир Врен (фр. Dommartin-sur-Vraine) је насељено место у Француској у региону Лорена, у департману Вогези.
По подацима из 2011. године у општини је живело 316 становника, а густина насељености је износила 44,51 становника/km².

## Демографија
| 1962. | 1968. | 1975. | 1982. | 1990. | 2011. |
| ----- | ----- | ----- | ----- | ----- | ----- |
| 231   | 258   | 261   | 284   | 293   | 316   |